# ウィリアム・パーソンズ (第3代ロス伯爵)

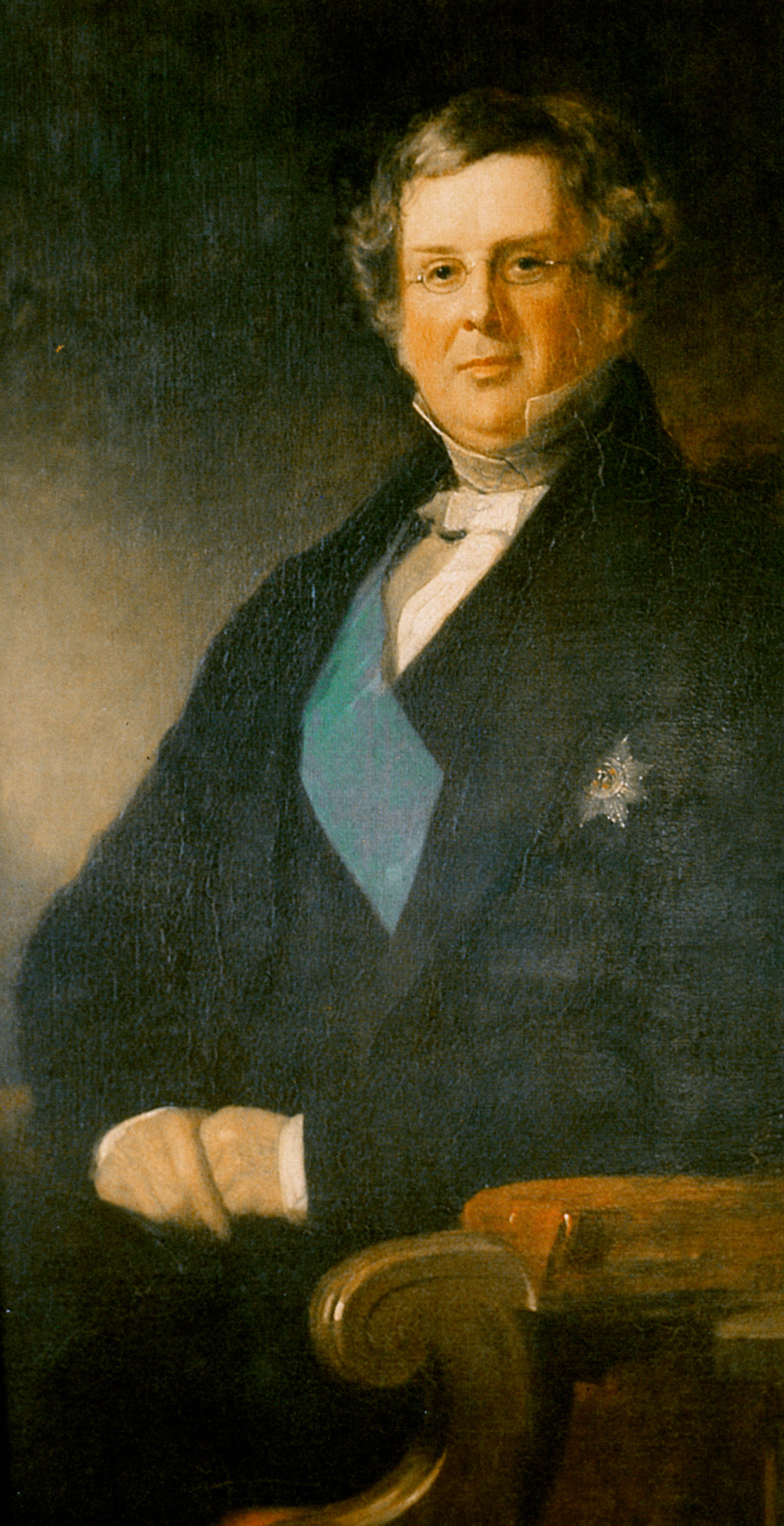
ロス伯ウィリアム・パーソンズ

第3代ロス伯爵ウィリアム・パーソンズ（英: William Parsons, 3rd Earl of Rosse, KP PRS、1800年6月17日 - 1867年10月31日）は、アイルランドの天文学者・貴族・政治家。一般にはロス卿 (Lord Rosse) の名前で知られている。星雲や銀河の膨大な観測データを残した。1807年から1841年までオクスマントン卿の儀礼称号を使用した。

## 生涯
第2代ロス伯爵ローレンス・パーソンズと妻アリス（Alice、1779年 – 1867年5月5日、ジョン・ロイドの娘）の息子として、1800年6月17日にヨークで生まれた。1819年1月4日にダブリン大学トリニティ・カレッジに入学した。1821年2月1日にオックスフォード大学モードリン・カレッジに入学、1822年にB.A.の学位を修得した。1832年11月にはトリニティ・カレッジでもM.A.の学位を修得した。

第3代ロス伯爵の写真

1831年12月8日に王立協会のフェローに選出され、1848年から1854年までは会長を務めた。
1841年2月24日に父が死去すると、ロス伯爵位を継承した。
1840年代に彼はアイルランドのオファリー県バール（後にパーソンズタウンと呼ばれる）の地に口径72インチの天体望遠鏡を建設した。この大望遠鏡はニュートン式の反射望遠鏡であり、「パーソンズタウンのリヴァイアサン（怪物）」と呼ばれた。その後1917年にウィルソン山天文台の口径100インチの望遠鏡ができるまで数十年にわたって世界最大の望遠鏡であった。この望遠鏡はかつてないほどの大口径であり、またそれ以前の望遠鏡技術者が望遠鏡製作上のノウハウを秘密にしていたり製作技術を公表していなかったため、彼がこの望遠鏡を建設するためには様々な新しい技術を発明する必要があった。彼の望遠鏡は技術的・建築学的に素晴らしい成果であるとされ、この望遠鏡の画像はイギリス連邦の中で広く伝えられた。
この望遠鏡の反射鏡は銅と錫の合金であるスペキュラム合金で作られていた。この合金は湿気の多い気候の下ではすぐに曇ってしまうため、この鏡は6ヶ月ごとに再研磨する必要があった。そのため、ロス卿は2枚の鏡を用意し、片方を使う間にもう片方を再研磨して使用した。望遠鏡の建設作業はジャガイモ飢饉の間は中断せざるを得なかったものの、1847年には観測を開始した。この望遠鏡の集光力は当初の予想以上で、稼動当初は18等星まで観測することができた。しかしアイルランドの空は天文観測にはあまり適しておらず、天候に恵まれなかったために観測に適した夜は一年のうちでも非常に少なかった。

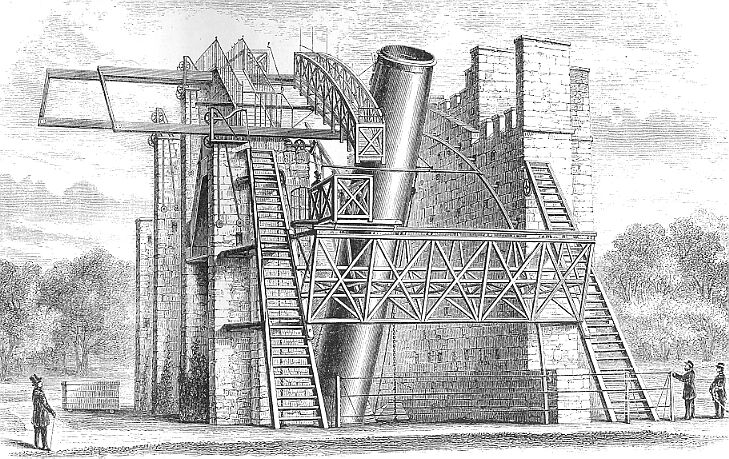
ロス卿の72インチ望遠鏡（「リヴァイアサン」）

ロス卿は先駆的な天文学の研究を行い、いくつかの星雲に渦巻状の模様が見られることを発見した。これは今日では渦巻銀河として知られている天体である。彼が見つけた最初の渦巻銀河は M51 で、彼が残したスケッチは現代の写真と非常によく似ている。そのため、この銀河は英語では Whirlpool（渦状） Galaxy の名で知られている。（日本では子持ち銀河）
彼は現在 M1 と呼ばれている星雲（超新星残骸）を「かに星雲」と命名した。この名前は彼が36インチ望遠鏡での観測を元にスケッチした絵がカニに似ていたところから名づけられた。その数年後に72インチ望遠鏡が稼動した後にも彼はスケッチを残しているが、この時の絵は以前とはかなり見た目が異なっている。しかし「かに星雲」の名前はこれ以降現在までそのまま使われている。
ロス卿の星雲研究の大部分はいわゆる「星雲説」が正しいかどうかを解決することに費やされた。これは、惑星や恒星はガス状の星雲内で重力の作用によって生まれる、という仮説である。ロス卿自身は、星雲の正体はガスではなく、普通の望遠鏡では分解できないほどの淡い星が多数集まっているのだと考えていた。すなわち彼は星雲の正体は恒星であると思っていた。ロス卿と彼の部下はオリオン大星雲を個々の星に分解したと主張した。これは宇宙論に関する主張であると同時に政治的な示唆でもあった。当時、宇宙が（ダーウィン以前の意味で）進化するか否かという大論争が繰り広げられていたが、ロス卿は（ガス雲から星が生まれる、といったように）宇宙が変化するという考えには強く反対していた。この議論についてのロス卿の第一の対抗者はウィリアム・ハーシェルであった。ハーシェルは自らの望遠鏡を使って観測を行い、オリオン大星雲は "true nebula"（ガス雲）であると主張し、ロスの望遠鏡は欠陥品であるとした（ロス卿も逆にハーシェルの望遠鏡を馬鹿にする言動を返した）。最終的に、人間あるいは望遠鏡による観測ではこの問題を解決するのに十分な科学的結論は出すことができなかった。（オリオン大星雲がガス雲であるという説得力のある証拠は、後に分光観測によってもたらされた。）
ロス卿は天文学の研究に加えて、1821年から1835年まで庶民院議員を、1839年にキングス・カウンティ県長官を務め、1845年にアイルランド貴族代表議員に当選した。庶民院では1829年ローマ・カトリック信徒救済法と第1回選挙法改正に賛成、貴族院では穀物法廃止に反対した。1862年にはダブリン大学の学長となった。
1867年10月31日にダブリン県マンクズタウンの自宅で死去、長男ローレンスが爵位を継承した。

## 家族
1836年4月14日にメアリー・フィールド（Mary Field、1813年ごろ – 1885年7月22日、ジョン・ウィルマー・フィールドの娘）と結婚し、7男4女をもうけた。
- アリス（1839年10月20日 – 1847年8月1日[5]）
- ローレンス（英語版）（1840年11月17日 – 1908年8月29日） - 第4代ロス伯爵[1]。父と同様に天文観測を行なった
- 男子（1842年1月19日 – 1842年1月19日[5]）
- 女子（1843年1月3日 – 1843年1月6日[5]）
- ウィリアム・ウィルマー（1844年3月20日 – 1855年9月7日[5]）
- 女子（1845年9月11日 – 1845年9月15日[5]）
- ジョン（1846年9月7日 – 1857年4月9日[5]）
- ランダル（1848年4月26日 – 1936年11月15日） - 1876年8月9日、イリナ・ヴィクトリア・マッカーネス（Eleanor Victoria Mackarness、1936年1月2日没、ジョン・マッカーネス（英語版）の娘）と結婚[6]
- 女子（1850年2月14日 – 1850年2月16日[5]）
- リチャード・クレア（1851年2月21日 – 1923年1月26日） - 1878年11月21日、アグネス・エリザベス・ベートマン（Agnes Elizabeth Bateman、1922年8月19日没）と結婚、子供あり[4]
- チャールズ・アルジャーノン（1854年6月13日 – 1931年2月11日） - 1883年、キャサリン・ベセル（Katherine Bethell、ウィリアム・ベセルの娘）と結婚、子供あり[6]。蒸気タービンを発明した技術者

## 関連図書
- Bennett, J. A. (23 September 2004). "Parsons, William, third earl of Rosse". Oxford Dictionary of National Biography (英語) (online ed.). Oxford University Press. doi:10.1093/ref:odnb/21481。 (要購読、またはイギリス公立図書館への会員加入。)
- Clerke, Agnes Mary (1895). "Parsons, William (1800-1867)" . In Lee, Sidney (ed.). Dictionary of National Biography (英語). Vol. 43. London: Smith, Elder & Co. pp. 425–427.
- Salmon, Philip (2009). "PARSONS, William, Lord Oxmantown (1800-1867).". In Fisher, David (ed.). The House of Commons 1820-1832 (英語). The History of Parliament Trust.
- Scaife, W. Garrett (October 2009). "Parsons, William". In McGuire, James; Quinn, James (eds.). Dictionary of Irish Biography (英語). United Kingdom: Cambridge University Press. doi:10.3318/dib.007220.v1。